# Velký Šenov
Velký Šenov är en stad i Tjeckien.   Den ligger i regionen Ústí nad Labem, i den norra delen av landet, 100 km norr om huvudstaden Prag. Velký Šenov ligger 359 meter över havet och antalet invånare är 1 978.
Terrängen runt Velký Šenov är kuperad åt sydväst, men åt nordost är den platt. Runt Velký Šenov är det ganska tätbefolkat, med 60 invånare per kvadratkilometer. Närmaste större samhälle är Rumburk, 13,5 km öster om Velký Šenov. I omgivningarna runt Velký Šenov växer i huvudsak blandskog.